# Нова Крестьянка
Нова Крестья́нка (рос. Новая Крестьянка) — присілок в Зав'яловському районі Удмуртії, Росія.
Населення — 6 осіб (2010; 0 в 2002).